# Salix breviserrata
Espèce
Classification phylogénétique
Salix breviserrata, ou Saule à dents courtes, est une espèce de plantes à fleurs du genre des saules et de la famille des salicacées.
C'est un saule nain rampant. Il est trouvé dans le Sud de l'Europe, dans les Alpes et dans la péninsule Ibérique dans les monts Cantabriques, en particulier près des pics d'Europe, de Somiedo et de la sierra et vallée du rio Híjar (vallée de Campoo).

## Statut de protection
En France, l'espèce est protégée sur l'ensemble du territoire métropolitain.